# نوریو سوزوکی
نوریو سوزوکی (ژاپنی: 鈴木 規郎؛ زادهٔ ۱۴ فوریهٔ ۱۹۸۴) یک بازیکن فوتبال اهل ژاپن است.
از باشگاه‌هایی که در آن بازی کرده‌است می‌توان به باشگاه فوتبال توکیو، باشگاه فوتبال ویسل کوبه، باشگاه فوتبال آنژه، اشگاه فوتبال اومیا آردیجا و باشگاه فوتبال وگالتا سندای اشاره کرد.